# Jewgienij Diełakowski
Jewgienij Aleksandrowicz Diełakowski, ros. Евгений Александрович Делаковский (ur. w 1923 r. w Peterhofie pod Piotrogrodem, zm. ?) – radziecki wojskowy (podporucznik), dowódca plutonu szkoleniowego w szkole propagandystów ROA, a następnie plutonu Kompanii Ochrony Sztabu Sił Zbrojnych Komitetu Wyzwolenia Narodów Rosji pod koniec II wojny światowej.
Ukończył szkołę średnią. W lipcu 1941 r. został zmobilizowany do Armii Czerwonej. Ukończył 3 leningradzką szkołę artyleryjską. Od połowy maja 1942 r. w stopniu podporucznika dowodził plutonem rozpoznawczym 875 Artyleryjskiego Pułku Haubic. Od końca marca 1943 r. był zastępcą dowódcy 3 baterii 111 Gwardyjskiego Artyleryjskiego Pułku Haubic. W połowie czerwca tego roku został dowódcą wywiadu dywizjonu pułku, zaś w połowie sierpnia szefem sztabu dywizjonu. Pod koniec sierpnia dostał się do niewoli niemieckiej. Przebywał w różnych obozach jenieckich. Od kwietnia 1944 r. służył w szkole propagandystów ROA w Dabendorfie pod Berlinem. Dowodził plutonem szkoleniowym. W październiku tego roku w stopniu podporucznika objął dowództwo plutonu Kompanii Ochrony Sztabu Sił Zbrojnych Komitetu Wyzwolenia Narodów Rosji. Na początków 1945 r. awansował na porucznika. 9 maja tego roku wraz ze sztabem i częścią oddziałów „własowskich” poddał się Amerykanom. Dalsze jego losy są nieznane.